# 마야고
"마야고"는 1990년에 개봉한 대한민국의 영화이고 시나리오 작가 출신 강대하 감독이 허무영 작가의 원작만화를 재구성하여 1년 만에 완성했으며 약 한달동안 지리산 종주 촬영 감행 당시 동원된 포터가 100여명이란 한국영화 사상 신기록을 세웠다.
하지만, UIP가  1989년 10월 해당 영화 제작 영화사 대화필름에 영화의 해외수출보장, 제작비 5천만원 지원, 전국 UIP영화상영관 개봉 등을 약속했으나 UIP 코리아 마이클 배 지사장이  94분의 영화를 60분으로 잘라버리고 이의 보충촬영까지 요구해 6천여만원의 제작비를 추가로 투입해 영화를 다시 만들었지만  제작비 지원은 커녕 개봉 1주일만에 상영을 중지하여 흥행에 실패하자 강대하 감독 등 전 스태프 출연진들이 영화인협회에 진정서를 제출하기도 했다.

## 캐스팅
- 신미아 : 마야 역
- 이영욱 : 강민우 역
- 윤예숙 : 미애  역
- 나갑성 : 천봉 역
- 한태일 : 박 노인 역
- 이영길 : 태일 역
- 주지연 : 시화 역
- 박예숙 : 천봉 모 역
- 남은주 : 산이 모
- 송인수 : 땅꾼 역
- 홍명구 : 땅꾼 역
- 유경애 : 주모 역
- 박용호 : 노인 역
- 서영식 : 노인 역
- 여현희 : 노인 역
- 박은하
- 방청제